# Agelasta transversa
Agelasta transversa es una especie de escarabajo longicornio del género Agelasta, categorizada en la tribu Mesosini, de la subfamilia Lamiinae. Fue descrita por Newman en 1842.

## Descripción
Mide 15,5-18,5 mm de longitud.

## Distribución
Se distribuye por Filipinas.